# Europese kampioenschappen indooratletiek 2025 – 3000 meter vrouwen
De 3000 meter voor vrouwen op de Europese indoorkampioenschappen van 2025 vonden plaats op 8 maart (series) en 9 maart 2025 (finales), en werd gehouden op de shorttrackbaan van Omnisport in Apeldoorn in Nederland. Het was de zesendertigste keer dat dit onderdeel op het programma stond.
De Ierse Sarah Healy won de 3000 meter voor vrouwen in 8.52,56. Het zilver ging naar de Britse Melissa Courtney-Bryant in 8.52,92 en het brons ging naar de Portugese Salomé Afonso 8.53,42. De Nederlandse Maureen Koster was kanshebster voor een medaille maar zij viel in de finale en hield hieraan een hersenschudding aan over.

## Records
Voorafgaand aan het toernooi waren dit het wereldrecord, Europees record, kampioenschapsrecord en de wereld- en Europese leiding.
| Wereldrecord         | Genzebe Dibaba          | 8.16,60 | Stockholm | 6 februari 2014  |
| Europees record      | Laura Muir              | 8.26,41 | Karlsruhe | 4 februari 2017  |
| Kampioenschapsrecord | Laura Muir              | 8.30,61 | Glasgow   | 1 maart 2019     |
| WL                   | Freweyni Hailu          | 8.19,98 | Liévin    | 13 februari 2025 |
| EL                   | Melissa Courtney-Bryant | 8.28,69 | Boston    | 2 februari 2025  |

## Resultaten[2]

### Series
De eerste zes van elke serie kwalificeerden zich direct voor de finale.

#### Serie 1
| Rang | Atleet                 | Land                | Tijd    | Bijz. |
| ---- | ---------------------- | ------------------- | ------- | ----- |
| 1    | Sarah Healy            | Ierland             | 8.55,35 | Q     |
| 2    | Maureen Koster         | Nederland           | 8.55,40 | Q     |
| 3    | Ludovica Cavalli       | Italië              | 8.55,47 | Q     |
| 4    | Lea Meyer              | Duitsland           | 8.56,36 | Q     |
| 5    | Innes FitzGerald       | Verenigd Koninkrijk | 8.58,55 | Q     |
| 6    | Lisa Rooms             | België              | 9.01,88 | Q     |
| 7    | Idaira Prieto          | Spanje              | 9.04,15 |       |
| 8    | Olimpia Breza          | Polen               | 9.08,83 |       |
| 9    | Veerle Bakker          | Nederland           | 9.09,21 |       |
| 10   | Linn Söderholm         | Zweden              | 9.15,92 |       |
| 11   | Lili Anna Vindics-Tóth | Hongarije           | 9.28,22 |       |
| —    | Gresa Bakraçi          | Kosovo              | DNS     |       |

#### Serie 2
| Rang | Atleet                  | Land                | Tijd    | Bijz. |
| ---- | ----------------------- | ------------------- | ------- | ----- |
| 1    | Melissa Courtney-Bryant | Verenigd Koninkrijk | 9.08,19 | Q     |
| 2    | Marta García            | Spanje              | 9.08,23 | Q     |
| 3    | Weronika Lizakowska     | Polen               | 9.08,40 | Q     |
| 4    | Salomé Afonso           | Portugal            | 9.08,46 | Q     |
| 5    | Sarah Madeleine         | Frankrijk           | 9.08,56 | Q     |
| 6    | Hannah Nuttall          | Verenigd Koninkrijk | 9.08,97 | Q     |
| 7    | Águeda Marqués          | Spanje              | 9.09,36 |       |
| 8    | Federica Del Buono      | Italië              | 9.11,39 |       |
| 9    | Micol Majori            | Italië              | 9.13,01 |       |
| 10   | Jodie McCann            | Ierland             | 9.18,73 |       |
| 11   | Jennifer Gulikers       | Nederland           | 9.19,22 |       |
| 12   | Agate Caune             | Letland             | 9.22,00 |       |

### Finale
| Rang   | Atleet                  | Land                | Tijd    | Bijz. |
| ------ | ----------------------- | ------------------- | ------- | ----- |
| Goud   | Sarah Healy             | Ierland             | 8.52,86 |       |
| Zilver | Melissa Courtney-Bryant | Verenigd Koninkrijk | 8.52,92 |       |
| Brons  | Salomé Afonso           | Portugal            | 8.53,42 |       |
| 4      | Marta García            | Spanje              | 8.53,67 |       |
| 5      | Sarah Madeleine         | Frankrijk           | 8.53,96 |       |
| 6      | Hannah Nuttall          | Verenigd Koninkrijk | 8.54,60 |       |
| 7      | Lea Meyer               | Duitsland           | 8.55,62 |       |
| 8      | Innes FitzGerald        | Verenigd Koninkrijk | 8.57,00 |       |
| 9      | Lisa Rooms              | België              | 9.04,90 |       |
| 10     | Weronika Lizakowska     | Polen               | 9.06,84 |       |
| 11     | Ludovica Cavalli        | Italië              | 9.07,20 |       |
| —      | Maureen Koster          | Nederland           | DNF     |       |